# Икалака
Икалака (англ. Ekalaka) — крупнейший город и административный центр округа Картер в штате Монтана в Соединённых Штатах Америки.
Согласно данным переписи населения США 2020 года число жителей города 
составляло 399 человек, что, для такого небольшого населённого пункта, существенно больше (+ 20.2%), чем было во время предыдущей переписи проводившейся в 2010 году (332 человек).

## История
Город был назван Ekalaka в честь девушки из коренного народа сиу по имени Ijkalaka (букв. Беспокойная или Движущаяся), которая была женой Дэвида Харрисона Рассела, исследователя этих мест. девушке было 16 лет, когда она встретила и полюбила Рассела.

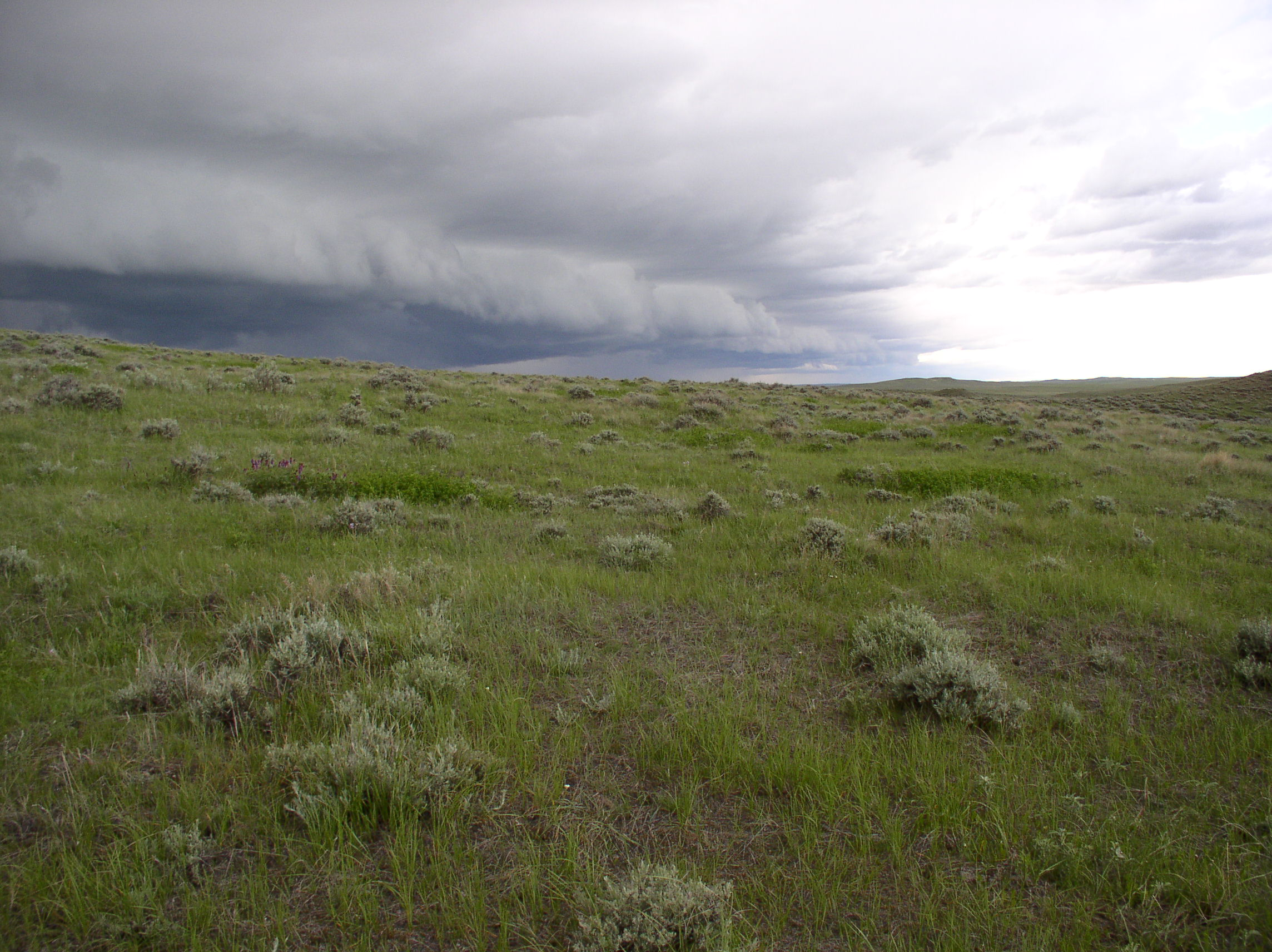
Пейзаж близ Икалаки

Город был основан Расселом на краю его ранчо. Мужчина по имени Картер, увязший в грязи весной 1885 года, открыл здесь салун и, как говорят, сказал: «Любое место в Монтане — хорошее место для открытия салуна». Салун стал привлекать скотоводов и пастухов, которые предпочитали заключать торговые сделки рядом с салуном, видимо чтобы было где отпраздновать. Некоторые стали оседать здесь, появились дома для рабочих, охотников, перевозчиков и т.д.
Своего максимального значения (904 человека) население города достигло в 1950-х годах и с тех пор постоянно уменьшалось вплоть до 2010, а в следующее десятилетие неожиданно показало существенный рост, более чем на 20%.

## География
Согласно данным Бюро переписи населения США, общая площадь города составляет 1,04 квадратных мили (2,69 км2) и вся эта территория приходится на сушу. 
Через город протекает ручей Рассел-Крик. Этот район известен своими песчаниками и открытыми равнинами. Рядом находится Национальный лес Кастер.

## Климат
В городе Икалака сухой континентальный климат с холодной, сухой зимой и жарким, более влажным летом, который, согласно системе классификации климатов Кёппена, сокращённо обозначается на климатических картах аббревиатурой «Dfb».